# The Dude (album de Devin the Dude)
Pour les articles homonymes, voir Dude.
Albums de Devin the Dude
Just Tryin' ta Live
(2002)
The Dude est le premier album studio de Devin the Dude, sorti le 16 juin 1998.
L'album s'est classé 5e au Heatseekers, 27e au Top R&B/Hip-Hop Albums et 177e au Billboard 200.

## Liste des titres
| No  | Titre | Contient un (des) sample(s) de | Durée |
| --- | --- | --- | ----- |
| 1.  | The Dude (Produit par Scarface)                                                                                | The Dude de Quincy Jones | 5:11  |
| 2.  | Sticky Green (featuring Scarface – Produit par Tone Capone)                                                    | | 3:09  |
| 3.  | Don't Wait (featuring DMG et Spice 1 – Produit par Carlos « DJ Styles » Garza et Robert « Rob Quest » McQueen) | | 4:43  |
| 4.  | Do What You Wanna Do (Produit par N.O. Joe)                                                                    | | 4:28  |
| 5.  | Mo Fa Me (Produit par Domo)                                                                                    | Whoomp! (There It Is) de Tag Team The Message de Grandmaster Flash and The Furious Five featuring Grandmaster Melle Mel et Duke Bootee | 3:43  |
| 6.  | Alright (featuring Randy Ran – Produit par Domo)                                                               | | 4:34  |
| 7.  | Bust One for Ya (Produit par J.B.)                                                                             | | 1:14  |
| 8.  | See What I Could Pull (Produit par Devin the Dude)                                                             | | 5:03  |
| 9.  | Write & Wrong (Produit par Domo)                                                                               | | 5:02  |
| 10. | One Day at a Time (featuring K-Dee et K.B. – Produit par Scarface et Mr. Lee)                                  | Give the People What They Want des O'Jays                                                                                              | 3:58  |
| 11. | Boo Boo'n (Produit par Domo)                                                                                   | | 4:19  |
| 12. | Like a Sweet (featuring Scarface, Jugg Mugg, Killemall et Ant Live – Produit par Devin the Dude et Domo)       | | 5:22  |
| 13. | Show Em' (featuring K.B. – Produit par Domo et Daddy Mook)                                                     | | 4:36  |
| 14. | Ligole Bips (Southern Girls) (featuring Odd Squad et K.B. – Produit par Domo)                                  | | 4:37  |
| 15. | Can't Change Me (featuring K-Dee et K.B. – Produit par Scarface et Mr. Lee)                                    | | 4:10  |
| 16. | I Can't Quit (Produit par N.O. Joe)                                                                            | | 4:43  |
| 17. | Georgy (featuring Kuirshan – Produit par Tone Capone)                                                          | Georgy Porgy de Toto featuring Cheryl Lynn                                                                                             | 3:23  |